# Бахуклат
Бахукла́т — річка в Ірані.
Басейн річки Бахуклат розташований в південно-східній частині провінції Систан і Белуджистан. Його загальна площа сягає приблизно 30 000 км², близько 7 000 з яких становить степ, а іншу частину - гірські райони. Район басейну на сході межує з Пакистаном, на півдні з Оманською затокою, на заході з басейном річки Нікшахр і на півночі з басейнами річок Бампур і Машкіль. З точки зору адміністративного поділу район розташований між двома шахрестанами Чабахар та Іраншахр у провінції Систан і Белуджистан.